# Lelio Basso
Lelio Basso (Varazze, 25 de diciembre de 1903-Roma, 16 de diciembre de 1978) fue un abogado, periodista, politólogo y político socialista italiano, fundador del Tribunal Permanente de los Pueblos.

## Biografía[2][3]
Lelio Basso nació en Varazze, en la provincia de Savona, en Liguria (Italia).
Militante socialista, participó en la lucha contra la dictadura fascista, y por ello fue encarcelado. En 1946, fue elegido diputado del PSI en la Asamblea Constituyente.
En 1964, fue uno de los fundadores del Partido Socialista Italiano de Unidad Proletaria (Partito Socialista Italiano di Unità Proletaria, PSIUP).
Periodista y autor de varias obras teóricas, también tradujo al italiano varios textos de Rosa Luxemburg. Además, participó en el Tribunal Russell, y a su iniciativa, en 1979 se fundó el Tribunal Permanente de los Pueblos.

## Obra
- Due totalitarismi: fascismo e democrazia cristiana (1951);
- Il Partito socialista italiano (1956);
- Il principe senza scettro (1958, reimpresión 1998);
- Da Stalin a Krusciov (1962)
- Introduzione e cura di R. Luxemburg, Scritti politici (1967, reimpresiones: 1970, 1976);
- Neocapitalismo e sinistra europea (1969);
- Introduzione e cura di R. Luxemburg, Lettere alla famiglia Kautsky (1971);
- Introduzione e cura di Stato e crisi delle istituzioni (1978);
- Socialismo e rivoluzione (1980);
- Scritti sul cristianesimo (1983).